# Джиммі Квінн (футболіст, 1878)
Джиммі Квінн (англ. Jimmy Quinn, нар. 12 грудня 1890, Крой, Шотландія — пом. 22 грудня 1967) — шотландський футболіст, що грав на позиції нападника. Відомий, зокрема, виступами за «Селтік», а також національну збірну Шотландії.

## Кар'єра
В юності Джиммі Квінн грав за молодіжний клуб «Смітсон Альбіон». Там його і помітив тодішній тренер «Селтіка» Віллі Мейлі. В 1900 році Джеймс перейшов у стан «кельтів». Два роки знадобилося йому щоб відпрацювати свій неповторний стиль гри і зайняти позицію центрфорварда, яка і принесла йому успіх вподальшому. Як і багато інших гравців у часи непрофесійного футболу в Шотландії, Джиммі Квінн повинен був мати інший основний заробіток крім любительських футбольних ігор, тому працював шахтарем на вугільній копальні.
За свою кар'єру загалом Джиммі забив 216 м'ячів в 331 матчі в усіх офіційних турнірах — 187 за 273 гри у шотландській лізі та 29 в 58 іграх Кубку Шотландії. За збірну Шотландії Квінн провів 11 матчів, в яких забив 7 голів, за збірну шотландської ліги — 8 матчів, 7 голів.
Зірковим часом для Джиммі Квінна став фінал Кубка Шотландії сезону 1903-04, коливін оформив хет-трик відігравшись в Олд Фірм дербі після 0-2. Цей хет-трик став другим у фіналах шотландського кубка. Проте наступного разу цей подвиг вдалося повторити лише 68 років потому Діксі Діну у фіналі сезону 1971-72 проти «Гіберніанс» (6-1).
Джиммі став першим гравцем в Шотландії, який забив більше 200 голів за один клуб. Лише чотирьом гравцям вдалося повторити цей рекорд після нього — Джиммі Макгрорі, Стіві Чалмерсу, Боббі Ленноксу та Генріку Ларссону.

## Титули і досягнення
- Чемпіонат Шотландії
  - Чемпіон (11): 1904–05, 1905–06, 1906–07, 1907–08, 1908–09, 1909–10, 1913–14, 1914–15, 1915–16, 1916–17, 1918–19
- Кубок Шотландії
  - Володар (6): 1903–04, 1906–07, 1907–08, 1910–11, 1911–12, 1913–14
- Кубок Глазго
  - Володар (7): 1905, 1906, 1907, 1908, 1910, 1916, 1917